# Estadio Comunal Matusa
El Estadio Comunal Matusa (o simplemente Stadio Matusa) fue un estadio de fútbol situado en la ciudad de Frosinone de la provincia homónima, Italia. El estadio fue construido e inaugurado en 1932, poseía una capacidad de 9650 asientos y albergó al club Frosinone Calcio, siendo modernizado y ampliado a su capacidad final en el año 2006, cuando el club local Frosinone Calcio accedió a la Serie B del fútbol italiano.
Cuando el Frosinone Calcio ascendió a la Serie A, inició negociaciones con el municipio de Frosinone, que le cedió el uso del actualmente llamado Estadio Benito Stirpe, al que el club se trasladó definitivamente en 2017. El estadio fue luego paulatinamente demolido para ser convertido en un parque, excepto una de las tribunas, que fue adaptada para espectáculos.